# スジヒトツバ科
スジヒトツバ科(Cheiropleuriaceae)は、シダ植物門の科の一つ。スジヒトツバ属のみを含む。

## 特徴
根茎は硬く、原生中心柱を持つ。鱗片はなく、毛を密生する。葉には関節がない。葉には二形がある。栄養葉は単葉で、葉脈は掌状に分かれる。側脈は主脈と直交して網状。胞子葉は細く、裏面には一面に胞子のうを密生する。

## 系統
中心柱の形質、鱗片を欠くことや主脈が掌状に分かれていることは原始的特徴と考えられる。葉脈や葉の特徴はヤブレガサウラボシ科に類似し、ウラジロ科・マニトア科などとも関係付けられる場合がある。他方、ウラボシ科に共通する形質も多いことから、そちらに含める説もある。

## 分類
従来はスジヒトツバ科スジヒトツバ属に分類される種はスジヒトツバ1種であったが、新種の発見や分子系統学的な分類の再検討により、3種が記載されている。
スジヒトツバ科 Cheiropleuriaceae
- スジヒトツバ属 Cheiropleuria Presl.
  - スジヒトツバ C. bicuspis
  - C. integrifolia - スジヒトツバから分離された種[1]。
  - C. parva - ボルネオで発見された[1]。